# Amberana lemuria
Amberana lemuria är en insektsart som först beskrevs av William Lucas Distant 1908.  Amberana lemuria ingår i släktet Amberana och familjen spottstritar.
Artens utbredningsområde är Madagaskar. Inga underarter finns listade i Catalogue of Life.